# Губинская крепость
Губинская крепость — это крепостные стены, окружающие исторический центр Губы. Крепость, построенная после перевода Гусейнали ханом Губинским центра Губинского ханства из Худата в Губу в 1747 году, утратила свое стратегическое значение после присоединения ханства к Российской империи и использовалась местным русским гарнизоном. После 1868 года началась ликвидация военных укреплений на Южном Кавказе, а в 1870 году был подготовлен план сноса Губинских крепостных стен и создания дополнительных поселений на их месте. Вскоре после началось разрушение крепостных стен и новые строительные работы.
Город-крепость Губа был окружен крепостными стенами, протянувшимися с запада на восток вдоль верхнего течения реки Гудьялчай, толщиной 3-4 кв. метра. Стены замка имели три двери.

## История
Несмотря на то, что Губа была древним поселением, стратегическое значение города возросло в 1747 году с переездом резиденции Губалы Хусейнали Хана из Худата в Губу, и крепостные стены были построены в то время. С 1811 года в Губинском замке велись фортификационные работы. Стены с западной и восточной сторон были укреплены. В центре южной стены был построен бастион, все старые стены были восстановлены и отремонтированы.
Осада Губинской крепости, продолжавшаяся до 1826 года во время русско-иранской войны  и Губинская революция 1837 года, препятствовали укреплению и развитию крепости. Тем не менее, в 1834 году в Губинском замке был утвержден проект строительства, чтобы «осуществить правильное строительство окрестностей и сделать улицы безопасными для использования гарнизонами, расположенными в Губе». В конце 1830-х годов крепость Губа утратила свое стратегическое значение, а надгробные плиты, окружающие стены крепости, были затоплены, а вокруг города были посажены сады. В то время граф Васильчиков писал, что «город Губа практически не защищен; после того, как крепостные стены, окружающие город, были затронуты частично временем, частично в ходе реконструкции города». 
После стабилизации власти в 1840-х годах в Губе были организованы и запланированы строительные работы. За короткое время количество кирпичных и каменных зданий, построенных в городе, достигает 780, что более чем вдвое превышает количество аналогичных зданий в Лянкяране (298).
После 1868 года началась ликвидация военных укреплений на Южном Кавказе, стены замка были снесены и разрушены, а колонны заполнены. 

## Описание
Согласно генеральному плану Губы, три главных улицы, ведущие к трем воротам замка, начинались с площади, где располагался Ханский дворец. В зависимости от владельца собственности, окрестности имели разные формы. Водоснабжение осуществлялось по дренажным трубопроводам. На низкой террасе на левом берегу Гудиалчай был построен еврейский квартал из отдельно стоящих зданий и синагог. В отличие от Гянджинской и Шекинской крепостей, в Губинской крепости не было ни дворца, ни ханского замка. 
Во второй половине 19 века, как и в Баку, город Губа в значительной степени находился в крепостных стенах и считался пригородным. Однако, в отличие от Бакинской крепости, крепость Губа подверглась серьезным изменениям, и внутри замка было построено девять засаженных улиц. На территории дворца Губинских ханов и площади перед ним была создана большая базарная площадь, и этот район стал центром города.
Главная улица крепости простирается от Бакинских ворот до Гамсарских ворот и делит крепость на две части. На этой улице находились здания местных органов власти, дома местных хозяев и дворян, в том числе аптека.